# Vladimir Pobedimov
Vladimir Pavlovich Pobedimov (tiếng Nga: Владимир Павлович Победимов; sinh ngày 27 tháng 11 năm 1998) là một cầu thủ bóng đá người Nga thi đấu cho FC Znamya Truda Orekhovo-Zuyevo.

## Sự nghiệp câu lạc bộ
Anh có màn ra mắt tại Giải bóng đá chuyên nghiệp quốc gia Nga cho FC Znamya Truda Orekhovo-Zuyevo vào ngày 27 tháng 7 năm 2017 trong trận đấu với FC Veles Moskva.